# Нова Калда
Нова Калда (рос. Новая Калда) — село в Майнському районі Ульяновської області Російської Федерації.
Населення становить 95 осіб. Входить до складу муніципального утворення Ігнатовське міське поселення.

## Історія
Від 2004 року входить до складу муніципального утворення Ігнатовське міське поселення.

## Населення
| 2010 |
| ---- |
| 95   |